# Emil Młynarski

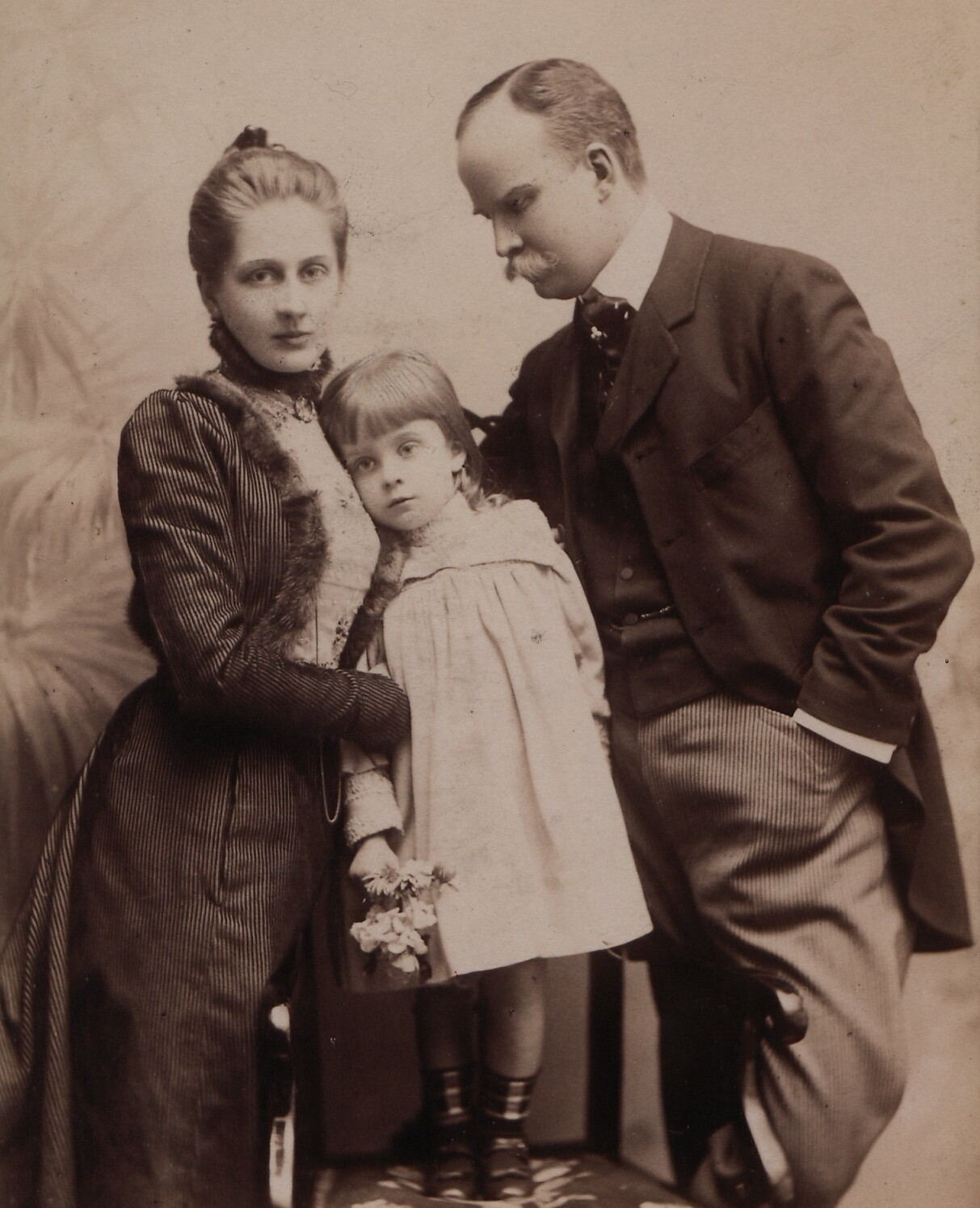
Emil Młynarski z żoną Anną i córką Wandą (około 1902)

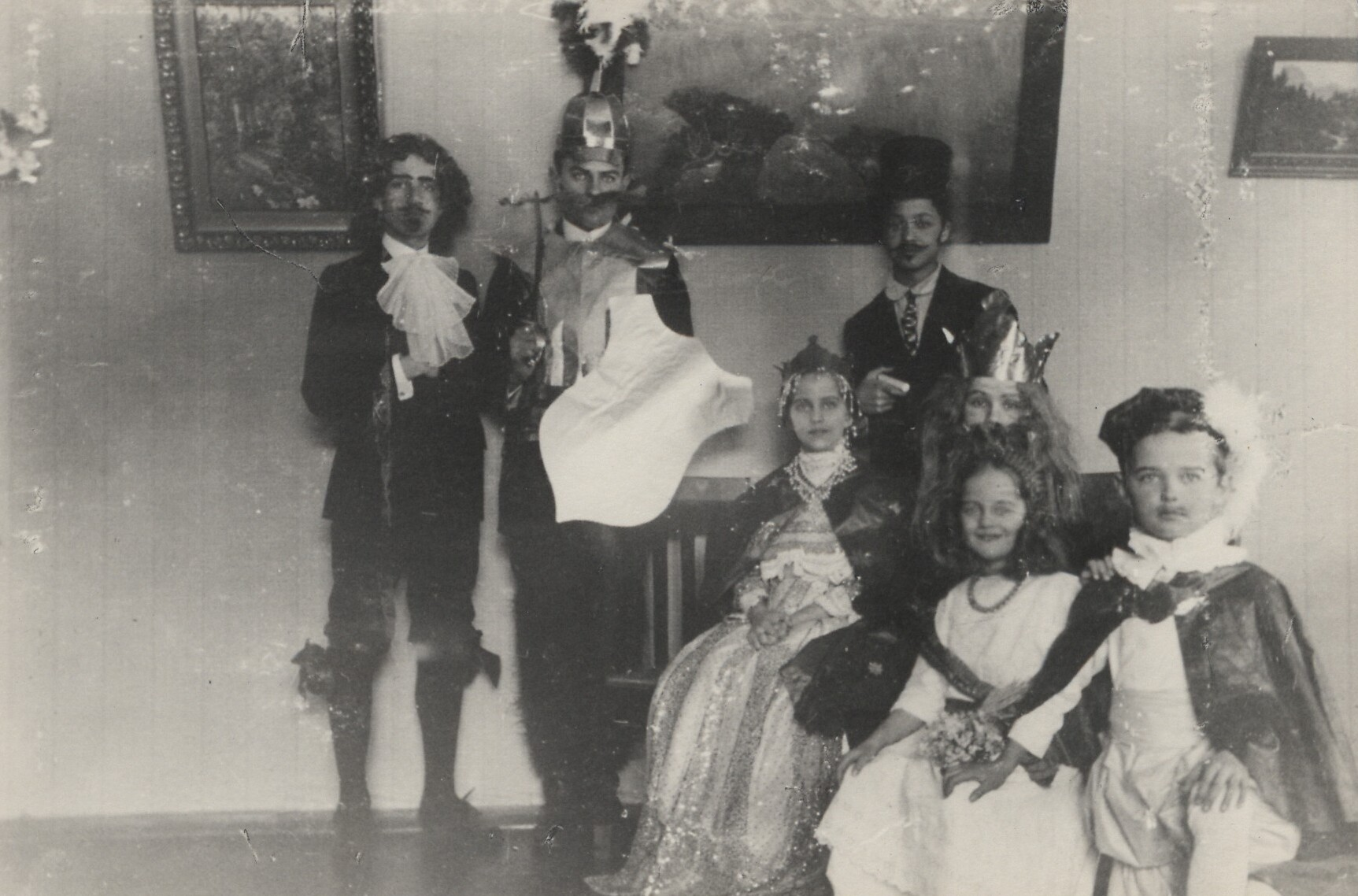
Dzieci Emila i Anny Młynarskich z kilkoma dziećmi z rodziny w przebraniach karnawałowych

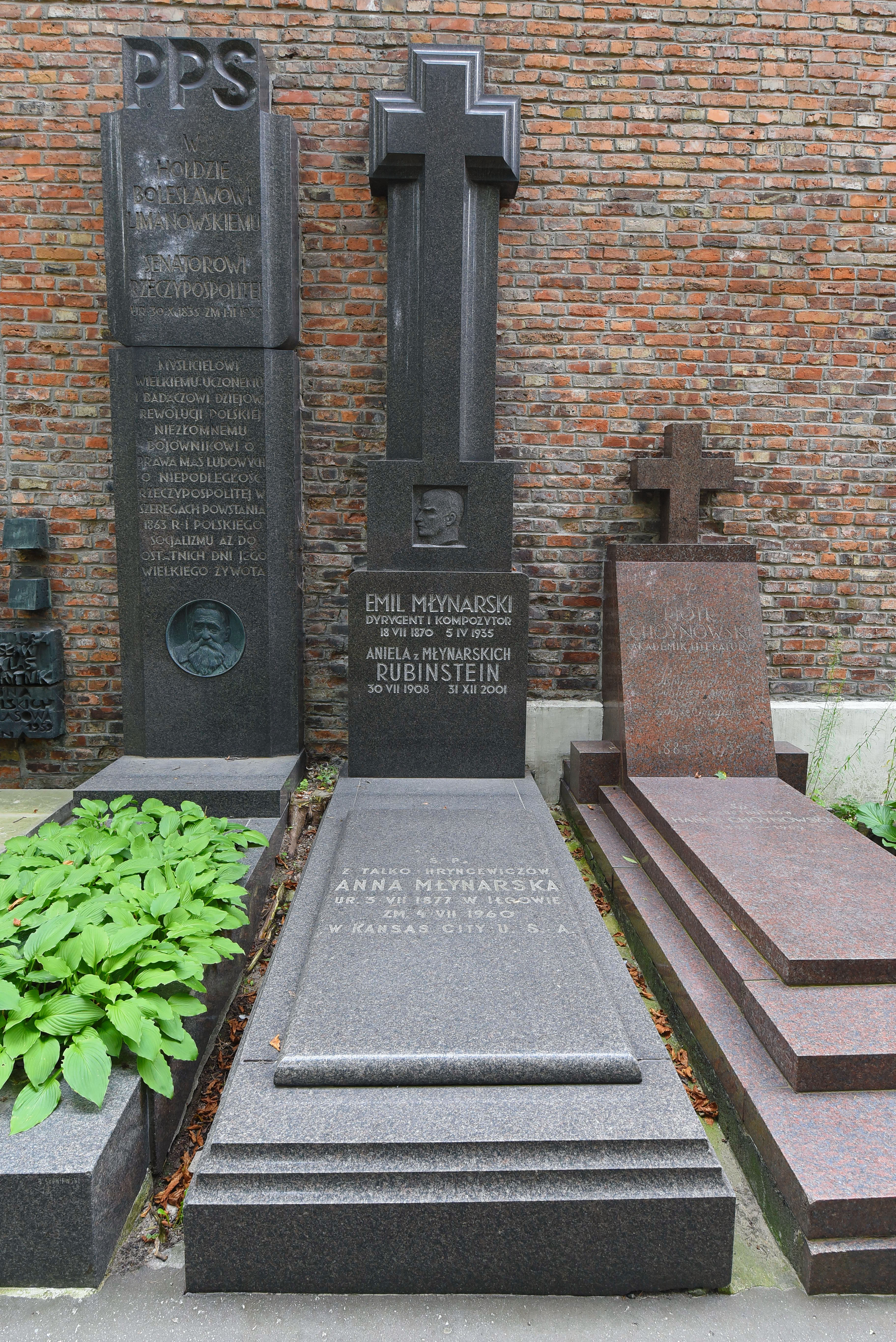
Grób Emila Młynarskiego na warszawskim Cmentarzu Powązkowskim

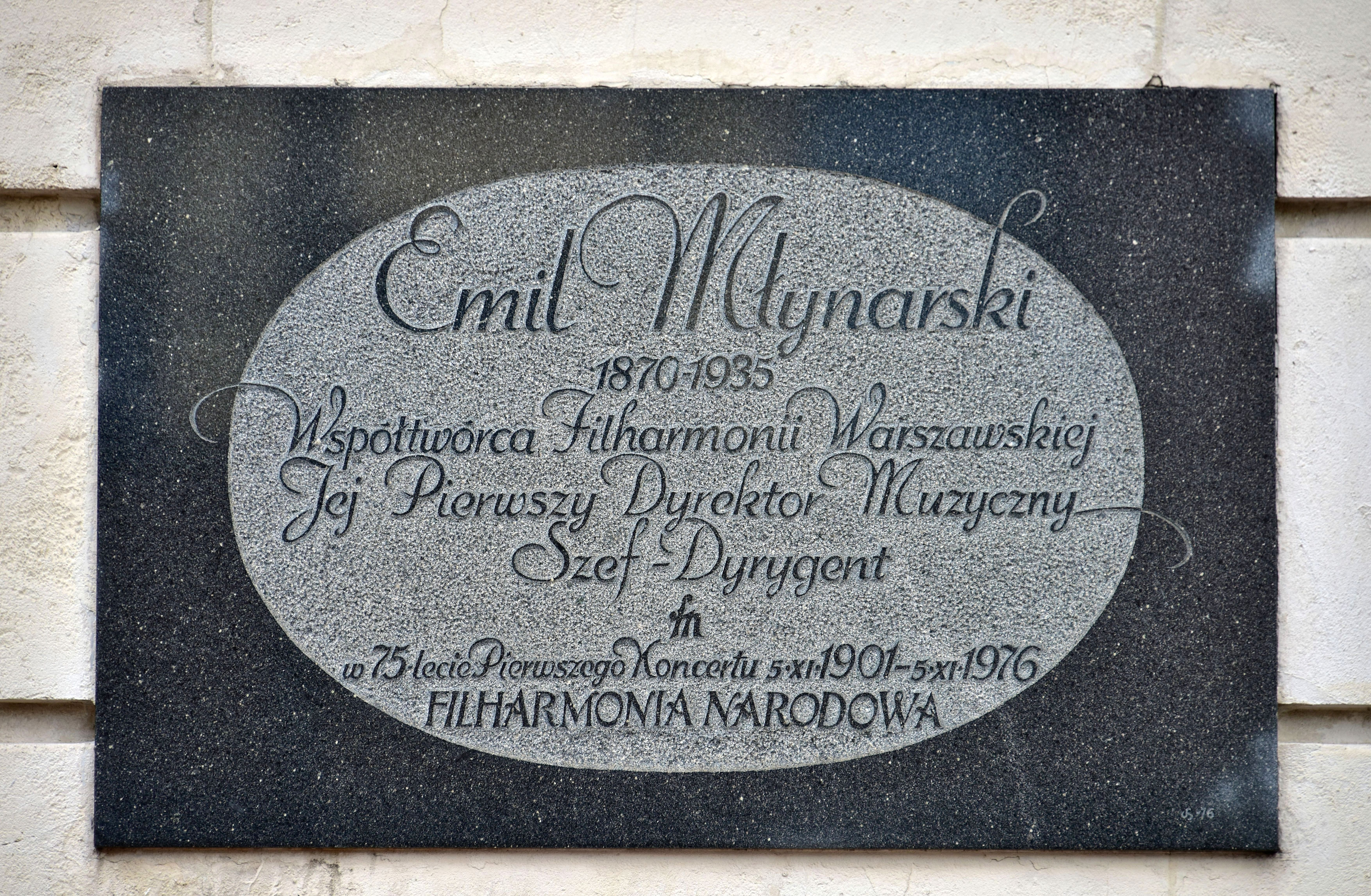
Tablica upamiętniająca Emila Młynarskiego na bocznej ścianie gmachu Filharmonii Narodowej przy ul. Jasnej 5 w Warszawie (od strony placu Emila Młynarskiego

Emil Szymon Młynarski h. Belina (ur. 18 lipca 1870 w Kibartach, zm. 5 kwietnia 1935 w Warszawie) – polski dyrygent, skrzypek, kompozytor, współzałożyciel i dyrektor Filharmonii Warszawskiej w latach 1901–1905.

## Życiorys
W wieku 10 lat rozpoczął naukę gry na skrzypcach u Leopolda Auera w Konserwatorium Cesarskiego Towarzystwa Muzycznego w Petersburgu. Ponadto, uczył się kompozycji pod kierunkiem Anatolija Ladowa oraz instrumentacji u Nikołaja Rimskiego-Korsakowa. W 1890 rozpoczął karierę solisty, występując m.in. w Petersburgu, Mińsku, Grodnie, Kownie, Wilnie, Kijowie, Odessie, Warszawie, a także w Berlinie, Lipsku, Magdeburgu, Hanowerze, Mannheimie, Augsburgu i Londynie.
W 1893 został pedagogiem w szkole Cesarskiego Towarzystwa Muzycznego w Odessie (do jego uczniów należał Paweł Kochański), a w 1897 przeniósł się do Warszawy. W 1898 otrzymał nagrodę na Konkursie Kompozytorskim im. Ignacego Jana Paderewskiego w Lipsku za Koncert skrzypcowy d-moll op. 11.
W zastępstwie Cesare Trombiniego dyrygował spektakl „Carmen” w warszawskim Teatrze Wielkim. Od tego czasu związał się z warszawską sceną operową. W 1900 został powołany na stanowisko dyrektora Filharmonii Warszawskiej oraz jej pierwszego dyrygenta, a w latach 1904–1907 sprawował funkcję dyrektora Instytutu Muzycznego w Warszawie. Odbył wiele podróży koncertowych, szczególnie do Wielkiej Brytanii. W 1916 przeniósł się do Moskwy, gdzie prowadził orkiestrę Teatru Wielkiego, a w 1918 powrócił do Warszawy i wznowił współpracę z Filharmonią. W 1919 został mianowany dyrektorem Konserwatorium Warszawskiego, a w latach 1919–1929 był dyrektorem Opery Warszawskiej.
W 1929 zamieszkał w Filadelfii, gdzie objął stanowisko dziekana Wydziału Orkiestrowego i Operowego Curtis Institute of Music i dyrekcję Opery Filadelfijskiej, a w 1931 powrócił do Warszawy. Mimo pogarszającego się stanu zdrowia, w sezonie 1932/1933 był dyrektorem Opery Warszawskiej. W 1934 został wybrany prezesem Stowarzyszenia Kompozytorów Polskich.
Jednym z jego uczniów był Faustyn Kulczycki.

### Życie prywatne
Emil Młynarski był synem Kazimierza Młynarskiego i Fryderyki Birnbroth. W 1895 w Iłgowie poślubił Annę Talko-Hryncewicz, z którą miał pięcioro dzieci: Wandę, Bronisława, Feliksa, Annę i Anielę. Aniela (1908–2001) poślubiła Mieczysława Münza, a po rozwodzie – Artura Rubinsteina. Wanda poślubiła pianistę i kompozytora Wiktora Łabuńskiego.
Stryjecznym wnukiem Emila Młynarskiego był Wojciech Młynarski. 
Emil Młynarski spoczywa na cmentarzu Powązkowskim w Warszawie (aleja zasłużonych-1-17). Pomnik na jego grobie jest autorstwa Karola Tchorka.

## Ordery i odznaczenia
- Krzyż Oficerski Orderu Odrodzenia Polski (2 maja 1923)[5][6]
- Złoty Krzyż Zasługi (12 lutego 1933)[7]

## Upamiętnienie
- Od 1972 roku Emil Młynarski jest patronem jednego z placów w Warszawie[8] i ulicy w Suwałkach.
- Jest patronem Państwowej Ogólnokształcącej Szkoły Muzycznej I stopnia w ZPSM nr 1 na ul. Rakowieckiej w Warszawie oraz Państwowej Szkoły Muzycznej I stopnia w Augustowie.
- Tablica pamiątkowa znajdująca się na bocznej ścianie gmachu Filharmonii Narodowej przy ul. Jasnej 5 (od strony placu jego imienia)[9].

## Kompozycje (wybór)
- Kartka z albumu op. 1 na fortepian
- Romans op. 3 na fortepian
- Polonaise, Berceuse slave i Humoresque op. 4 na skrzypce i fortepian
- Krakowiak, Nokturn i Moment fugitiv op. 5 na fortepian
- Reverie, Musette i Souvenir op. 6 na skrzypce i fortepian (1893)
- Mazur G-dur i Mazur A-dur op. 7 na skrzypce i fortepian
- Schlaf ein na głos i fortepian
- Ambrosische Nacht na głos i fortepian
- Sonata na fortepian (przed 1895)
- Koncert skrzypcowy d-moll op. 11 (ok. 1897)
- Ligia, opera według Quo vadis Henryka Sienkiewicza [nieukończona] (ok. 1898)
- In vino veritas, opera [nieukończona] (ok. 1900)
- Symfonia F-dur „Polonia” op. 14 (1910)
- Noc letnia, opera (1913)
- Orły do lotu na głos i orkiestrę (ok. 1915)
- Koncert skrzypcowy D-dur op. 16 (ok. 1916)
- Ej chłopie polski, kantata-ballada (ok. 1916)
- Melodie dawniejsze na orkiestrę
- Piosenka o Komendancie na głos i fortepian
- Pasterz do Zosi na głos i fortepian
- Fanfary uroczyste na orkiestrę (1925)